# Cueta impar
Cueta impar är en insektsart som beskrevs av Navás 1932. Cueta impar ingår i släktet Cueta och familjen myrlejonsländor. Inga underarter finns listade i Catalogue of Life.